# USS Hobby (DD-610)
USS Hobby (DD-610) – niszczyciel typu Benson. Został odznaczony dziesięcioma battle star za służbę w czasie II wojny światowej.